# Pathum Thani
Pathum Thani (thai: ปทุมธานี) är en thailändsk provins (changwat). Den ligger i den centrala delen av Thailand. Provinsen hade år 2002 708 909 invånare på en areal av 1 526 km². Provinshuvudstaden är Pathum Thani.

## Administrativ indelning
Provinsen är indelad 7 distrikt (amphoe). Distrikten är i sin tur indelade i 60 subdistrikt (tambon) och 529 byar (muban).